# Comandancia General de las Fuerzas Armadas de Rusia del Sur
La Comandancia General de las Fuerzas Armadas de Rusia del Sur (en ruso, Особое совещание при Главкоме ВСЮР Osóboye soveschániye pri Glavkome VSYuR) fue el órgano legislativo y administrativo de las fuerzas antibolcheviques en el Sur de Rusia entre 1918 y 1919, que sirvió como gobierno en el territorio controlado por las tropas del Ejército Voluntario y las fuerzas armadas de Rusia del Sur. El objetivo principal de la Comandancia General era unir a todas las fuerzas antisoviéticas, y su lema político era restaurar la "Rusia Unida Indivisible" dentro de las fronteras el 1 de agosto de 1914.
Fue creado el 31 de agosto de 1918 en Yekaterinodar como el órgano supremo de la administración civil bajo el líder supremo del Ejército Voluntario. Primero el General Alekséiev y luego el General Denikin ocuparon el cargo de Comandante en Jefe del Ejército Voluntario, y la Comandancia General se transformó en un órgano consultivo en materia de legislación y administración suprema a cargo del Comandante en Jefe del Ejército Voluntario.
Según el "Reglamento de la Conferencia Especial" del 15 de febrero de 1919, pasó a desempeñar las funciones del Consejo de Ministros prerrevolucionario y del Consejo de Estado.
Fue abolido por Denikin el 30 de diciembre de 1919 en relación con su transformación en un organismo puramente ejecutivo: el Gobierno del Comandante en Jefe de las Fuerzas Armadas de Rusia del Sur, que en marzo de 1920 reemplazaría al Gobierno del Sur de Rusia.

## Formación del Comandancia General

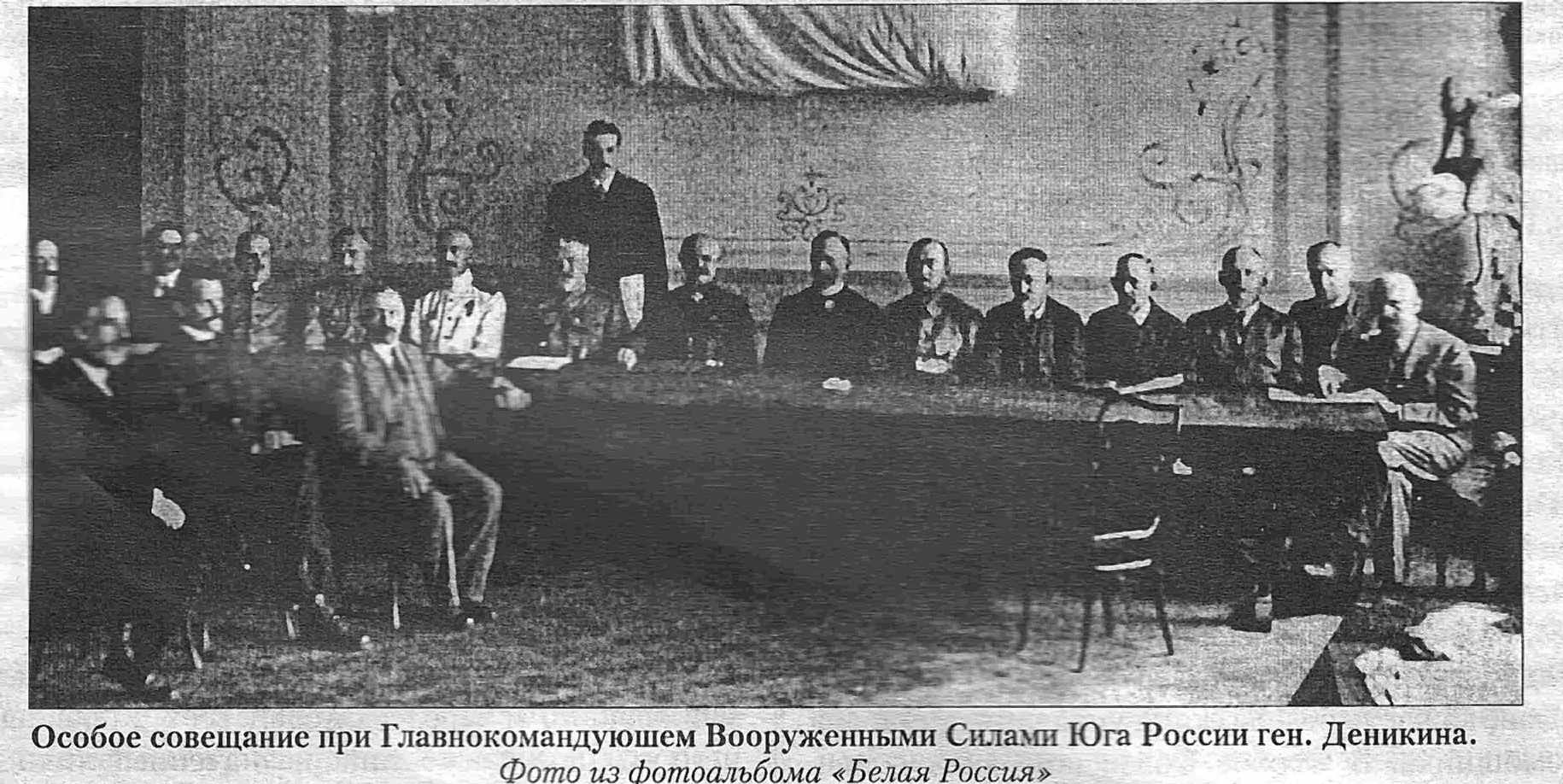
Una de las sesiones de la Comandancia General

El antecesor de la Comandancia General fue el Consejo Político del Don, establecido en diciembre de 1917, y se desintegró por las contradicciones entre los generales blancos, los altos mandos del Ejército de Voluntarios y un miembro del consejo, el socialista Sávinkov.
En agosto de 1918, debido a la expancion de los territorios controlados por el Ejército de Voluntarios, se planteó el problema de la administración civil en los territorios ocupados. El 31 de agosto de 1918 se crea una Conferencia Especial. Inicialmente, funcionó de acuerdo con el "Reglamento sobre la Conferencia Especial bajo el Líder Supremo del Ejército Voluntario", aprobado por el General Alekséiev y desarrollado a fines de agosto de 1918. El nombre "Comandancia General" reflejaba la actitud del comando hacia esta institución como algo temporal, que tenía que actuar antes de la formación de un gobierno "real" en toda Rusia.
La Conferencia Especial fue concebida como un órgano puramente deliberativo, integrado por jefes de departamento, cuya composición correspondía a la composición tradicional de los departamentos centrales. El presidente de la Comandancia General fue el propio general Alekséiev, sus adjuntos fueron los generales Denikin, Dragomírov y Lukomski.
Según el Reglamento, la Asamblea Extraordinaria debía:
- desarrollar temas relacionados con la restauración de la administración estatal y el autogobierno en los territorios controlados por el Ejército Voluntario;
- preparar proyectos de ley "en todas las ramas del sistema estatal, tanto a nivel local como a gran escala nacional, para recrear a la Gran Rusia dentro de sus antiguas fronteras";
- organizar contactos con todas las regiones del antiguo Imperio ruso para trabajar junto con sus gobiernos y partidos políticos para "restaurar la gran Rusia";
- organizar contactos con representantes de las potencias de la Entente y elaborar acciones conjuntas para luchar contra la coalición de las Potencias Centrales.[2][3]

Al aprobar el Reglamento, Alekséiev se abstuvo de publicarlo para evitar conflictos con las autoridades de Kuban, que guardaban celosamente la "soberanía" del Territorio de Kubán. De hecho, los gobiernos militares eran considerados en él como órganos de autogobierno local que no tenían independencia.
Una aguda escasez de personal con experiencia en gestión y autoridad condujo al hecho de que la formación real del aparato de la Conferencia Especial progresó lentamente. El 8 de octubre murió el general Alekséiev, y el mismo día el general Denikin asumió el título de Comandante en Jefe del Ejército de Voluntarios, uniendo así el mando del ejército y el control del territorio ocupado por este; en consecuencia, la Comandancia General  pasó a llamarse Comandancia General bajo el mando del Comandante en Jefe del Ejército Voluntario. En septiembre a octubre de 1918, se reclutaron personas y se organizaron en general los departamentos de la Conferencia Especial.
La transición a la subordinación del Ejército del Don a Denikin y la creación de las Fuerzas Armadas de Rusia del Sur en enero de 1919, la expansión del territorio ocupado y el consiguiente aumento y complejidad de las tareas de gestión y el aumento del aparato administrativo llevaron al hecho de que la Conferencia Especial en la práctica fue más allá de los Reglamentos anteriores y se convirtió en el máximo órgano legislativo y ejecutivo, y de departamentos adjuntos a él, a semejanza de los ministerios prerrevolucionarios. Al mismo tiempo, los profesores de derecho en la Universidad de San Petersburgo Konstantín Sokolov y Nikolái Chebyshov, por orden de Denikin, prepararon un borrador de una nueva "Comandancia General de las Fuerzas Armadas de Rusia de Rusia del Sur”. Casi todos los Departamentos recibieron el nombre de Comandos, y sus jefes se convirtieron en jefes de Comandos. Eran miembros de oficio de la Conferencia Especial, gozaban de los derechos de ministros y, en particular, del derecho de informe personal al comandante en jefe. Las resoluciones de la Asamblea Especial estaban sujetas a la aprobación del comandante en jefe. El 15 de febrero, Denikin aprobó el nuevo "Reglamento de la Asamblea Extraordinaria". Según este documento,  La Comandancia General incluía los departamentos de: militar, naval, interior, agricultura, relaciones exteriores, confesiones, educación pública, correos y telégrafos, alimentación, comunicaciones, comercio e industria, hacienda, justicia, control estatal. Hasta septiembre de 1919, el presidente de la Comandancia fue el General de Caballería Dragomírov, luego el jefe de la Dirección Militar, el Teniente General Lukomski. Hasta julio de 1919, estuvo alojado en Yekaterinodar; más tarde se traladaria a Rostov.

## Composición de la Asamblea Especial
Según Denikin, la composición de la Asamblea Especial se seleccionó "sobre la base de negocios, no políticos". Sin embargo, la naturaleza política del movimiento blanco se reflejó inevitablemente en la preferencia mostrada por el alto mando a un partido u otro. Denikin y otros líderes político-militares admitieron que a los socialistas moderados y de extrema derecha no se les permitió asistir a la Conferencia Especial precisamente por razones políticas.
Compuesto principalmente por miembros del Centro Nacional y el Consejo de la Asociación Estatal de Rusia.
En noviembre de 1918, en la Conferencia Especial, se formó un Consejo de Política Exterior para desarrollar temas relacionados con la participación de representantes de la Conferencia Especial como parte de la delegación de la Conferencia Política Rusa en la Conferencia de Paz de París de 1919-1920. En enero de 1919, se crea la Comisión de Asuntos Nacionales. También hubo comisiones sobre la creación de legislación laboral y agraria, etc.

## Abolición
La Comandancia General, que había estado en Rostov del Don desde agosto de 1919, fue abolida por Denikin el 30 de diciembre de 1919 (ya en Novorossiysk) y reemplazada por el Gobierno del Comandante en Jefe de las Fuerzas Armadas del Sur de Rusia, encabezado por el General Lukomski. En marzo de 1920, en Novorossiysk, Denikin lo transformó en el Gobierno del Sur de Rusia. El sucesor del Gobierno del Sur de Rusia, el Gobierno de Rusia del Sur, fue creado en Crimea en 1920 por Wrangel.